# Дальньовосточне (район імені Лазо)
Да́льньовосто́чне (рос. Дальневосточное) — село у складі району імені Лазо Хабаровського краю, Росія. Входить до складу Кругликовського сільського поселення.
Село засноване 2018 року.